# 長谷川憲
長谷川 憲（はせがわ けん、1954年 - ）は日本の法学者。専門は憲法、フランス近代憲法。工学院大学教授。元憲法理論研究会運営委員長。
名古屋大学名誉教授の長谷川正安は父。

## 人物
憲法学者であった父によって『憲』と名づけられる。　特に『公共空間』の研究で有名。　名古屋大学大学院在学中は、父に師事した。

## 略歴
- 1977年 早稲田大学法学部卒業
- 1980年 名古屋大学修士課程修了
- 1984年 名古屋大学博士課程単位満期取得退学
- 1988年 工学院大学助教授
- 2000年 工学院大学教授
- 2014年 憲法理論研究会運営委員長[1]

## 著書
- 『フランスの憲法判例』（信山社、2002年）
- 『憲法四重奏』（有信堂、2002年）（大津浩・大藤紀子・高佐智美と共著）
- 『公共空間における裁判権』（有信堂、2007年）

## 所属学会
- 日仏法学会（国内）
- 国際憲法学会（国内）
- 日本選挙学会（国内）
- 日本公法学会（国内）
- Société de législation comparée（国外）